# 絕對不能笑系列
《絕對不能笑系列》（日语：笑ってはいけないシリーズ）是日本電視台於2003年起播出的年末特別節目，為《DOWN TOWN之不能給小孩的工作！》的衍生節目。

## 出演者
松本人志（DOWN TOWN）
代表顏色為紅色■。
「溫泉旅館in湯河原」及「警察篇」的策劃人。
在「地球防衛軍篇」開始每年成為「絕對不能被抓住」環節中被囚禁在監禁部屋的人。
濱田雅功（DOWN TOWN）
代表顏色為藍色■。
「溫泉旅館」及「高校篇」的策劃人。
在「地球防衛軍篇」、「大越獄篇」以及「科學博士篇」成為唯一穿著女裝的成員。
月亭方正（舊藝名：山崎邦正）
代表顏色為綠色■。
唯一從未成為過策劃人的成員。
「醫院篇」開始每年成為被蝶野正洋打巴掌的人。
「地球防衛軍篇」開始字幕改為新藝名「月亭方正」。
遠藤章造（鐵公雞二人組）
代表顏色為橙色■。
「溫泉旅館in湯河原」的策劃人。
田中直樹（鐵公雞二人組）
代表顏色為紫色■。
「警察篇」的策劃人。
「酒店服務員篇」開始每年成為被泰拳選手泰踢的人。

## 系列列表
| 序 | 特輯                                       | 播放日                  | 策劃人             | 參與人                                             | 製作人 | 旁白                                    | 拍攝地點 |
| -- | ------------------------------------------ | ----------------------- | ------------------ | -------------------------------------------------- | ------ | --------------------------------------- | --- |
| 1  | 《絕對不能笑溫泉旅館兩天一夜之旅》         | 2003年7月27日 - 8月17日 | 濱田雅功           | 松本人志、山崎邦正、 遠藤章造、田中直樹            | 菅賢治 | 柴田秀勝                                | 石和溫泉平安酒店 （山梨縣東八代郡石和町）                                                                        |
| 2  | 《絕對不能笑溫泉旅館兩天一夜之旅in湯河原》 | 2004年12月28日          | 松本人志、遠藤章造 | 濱田雅功、山崎邦正、田中直樹                       | 菅賢治 | 柴田秀勝                                | 吹矢旅館 （神奈川縣足柄下郡湯河原町）                                                                            |
| 3  | 《絕對不能笑高校》                         | 2005年10月4日           | 濱田雅功           | 松本人志、山崎邦正、 遠藤章造、田中直樹            | 菅賢治 | 真地勇志                                | 上鹽原小學校 （栃木縣那須鹽原市）                                                                                |
| 4  | 《絕對不能笑警察24小時》                   | 2006年12月31日          | 松本人志、田中直樹 | 濱田雅功、山崎邦正、遠藤章造                       | 菅賢治 | 槙大輔                                  | 富士菲尼克斯短期大學 （靜岡縣御殿場市）                                                                          |
| 5  | 《絕對不能笑醫院24小時》                   | 2007年12月31日          | 菅賢治             | 松本人志、濱田雅功、 山崎邦正、遠藤章造、 田中直樹 | 菅賢治 | 佐藤賢治                                | 學校法人日本航空學園 （山梨縣北杜市）                                                                            |
| 6  | 《絕對不能笑新聞社24小時》                 | 2008年12月31日          | 菅賢治             | 松本人志、濱田雅功、 山崎邦正、遠藤章造、 田中直樹 | 菅賢治 | 廣中雅志（本篇） 山田真一（未公開版本） | 千代田區役所舊廳舍 （東京都千代田區）                                                                            |
| 7  | 《絕對不能笑酒店服務員24小時》             | 2009年12月31日          | 菅賢治             | 松本人志、濱田雅功、 山崎邦正、遠藤章造、 田中直樹 | 菅賢治 | 廣中雅志                                | Resol生命之森 （千葉縣長生郡長柄町）                                                                             |
| 8  | 《絕對不能笑間諜24小時》                   | 2010年12月31日          | 菅賢治             | 松本人志、濱田雅功、 山崎邦正、遠藤章造、 田中直樹 | 菅賢治 | 廣中雅志                                | 茨城縣立大子第二高等學校 （茨城縣久慈郡大子町）                                                                  |
| 9  | 《絕對不能笑機場24小時》                   | 2011年12月31日          | 菅賢治             | 松本人志、濱田雅功、 山崎邦正、遠藤章造、 田中直樹 | 菅賢治 | 廣中雅志                                | 茨城縣立高萩工業高等學校 （茨城縣久慈郡大子町） 茨城機場 （茨城縣小美玉市） 玉造海洋中心 （茨城縣行方市）        |
| 10 | 《絕對不能笑熱血教師24小時》               | 2012年12月31日          | 菅賢治             | 松本人志、濱田雅功、 山崎邦正、遠藤章造、 田中直樹 | 菅賢治 | 廣中雅志                                | 麻生中學校 （茨城縣行方市） 茨城縣水鄉縣民之森 （茨城縣潮來市） 日光江戶村 （茨城縣日光市）                      |
| 11 | 《絕對不能笑地球防衛軍24小時》             | 2013年12月31日          | 菅賢治             | 松本人志、濱田雅功、 山崎邦正、遠藤章造、 田中直樹 | 菅賢治 | 廣中雅志                                | 富士菲尼克斯短期大學 （靜岡縣御殿場市） 富士國際賽車場 （靜岡縣駿東郡小山町）                                    |
| 12 | 《絕對不能笑大越獄24小時》                 | 2014年12月31日          | 菅賢治             | 松本人志、濱田雅功、 山崎邦正、遠藤章造、 田中直樹 | 菅賢治 | 廣中雅志                                | 栃木縣立田沼高等學校 （栃木縣佐野市）                                                                            |
| 13 | 《絕對不能笑名偵探24小時》                 | 2015年12月31日          | 菅賢治             | 松本人志、濱田雅功、 山崎邦正、遠藤章造、 田中直樹 | 菅賢治 | 廣中雅志                                | （靜岡縣駿東郡小山町） 勞金研修所富士中心 （靜岡縣駿東郡小山町） 小山町綜合運動公園棒球場 （靜岡縣駿東郡小山町） |
| 14 | 《絕對不能笑科學博士24小時》               | 2016年12月31日          | 菅賢治             | 松本人志、濱田雅功、 山崎邦正、遠藤章造、 田中直樹 | 菅賢治 | 廣中雅志                                | 堀兼・上赤坂公園 （埼玉縣狹山市） 狹山市立東中學校 （埼玉縣狹山市） 狹山市立入間中學校 （埼玉縣狹山市）          |
| 15 | 《絕對不能笑美國警察24小時！》             | 2017年12月31日          | 黑波               | 松本人志、濱田雅功、 山崎邦正、遠藤章造、 田中直樹 | 黑波   | 廣中雅志                                | 國際武道大學 （千葉縣勝浦市） 勝浦市立北中學校 （千葉縣勝浦市） 勝浦市立興津中學校 （千葉縣勝浦市）              |
| 16 | 《絕對不能笑寶藏獵人24小時！》             | 2018年12月31日          | 黑波               | 松本人志、濱田雅功、 山崎邦正、遠藤章造、 田中直樹 | 黑波   | 廣中雅志                                | 總元小學校 （千葉縣夷隅郡大多喜町） 大多喜縣民之森 （千葉縣夷隅郡大多喜町） 勝浦市立北中學校 （千葉縣勝浦市）    |
| 17 | 《絕對不能笑青春高校24小時！》             | 2019年12月31日          | 黑波               | 松本人志、濱田雅功、 山崎邦正、遠藤章造、 田中直樹 | 黑波   | 廣中雅志                                | 筑波市立筑波東中學校 （茨城縣筑波市） 筑波市立筑波西學校 （茨城縣筑波市） 筑波療養公園 （茨城縣筑波市）          |
| 18 | 《絕對不能笑大貧民GoTo拉斯維加斯24小時！》 | 2020年12月31日          | 黑波               | 松本人志、濱田雅功、 山崎邦正、遠藤章造、 田中直樹 | 黑波   | 廣中雅志                                | 生田攝影棚 （神奈川縣川崎市）                                                                                    |

## 外部連結
- 官方网站（日語）

| 日本 日本電視台 年末特別節目 12月31日 18:30 - 24:30         | 日本 日本電視台 年末特別節目 12月31日 18:30 - 24:30 | 日本 日本電視台 年末特別節目 12月31日 18:30 - 24:30 |
| ----------------------------------------------------------- | --------------------------------------------------- | --------------------------------------------------- |
|                                                             | 絕對不能笑系列 （2006年－）                         |                                                     |
| ナイナイの夢と笑いが丸い地球を救うのだ!! （2001年－2005年） | —                                                   |                                                     |